# Dicranomyia xanthomela
Dicranomyia xanthomela är en tvåvingeart som först beskrevs av Alexander 1962.  Dicranomyia xanthomela ingår i släktet Dicranomyia och familjen småharkrankar. Inga underarter finns listade i Catalogue of Life.